# Виново
Виново (итал. Vinovo) — коммуна в Италии, располагается в регионе Пьемонт, в провинции Турин.
Население составляет 13 595 человек (2008 г.), плотность населения составляет 768 чел./км². Занимает площадь 18 км². Почтовый индекс — 10048. Телефонный код — 011.
Покровителем коммуны почитается апостол Варфоломей, празднование 24 августа.

## Демография
Динамика населения:

## Города-побратимы
- Луке, Аргентина
- Казальборе, Италия

## Администрация коммуны
- Официальный сайт: http://www.comune.vinovo.to.it/